# رادنی مک‌مالن
رادنی مک‌مالن (به انگلیسی: Rodney McMullen) (زاده ۱۹۶۱) کارآفرین، بازرگان و مدیر ارشد اجرایی آمریکایی است، که در حال حاضر به‌عنوان مدیر عامل اجرایی شرکت کروگر فعالیت می‌کند. وی در ماه ژانویه سال ۲۰۱۴ جایگزین دیوید دیلون شد.